# 云南八关

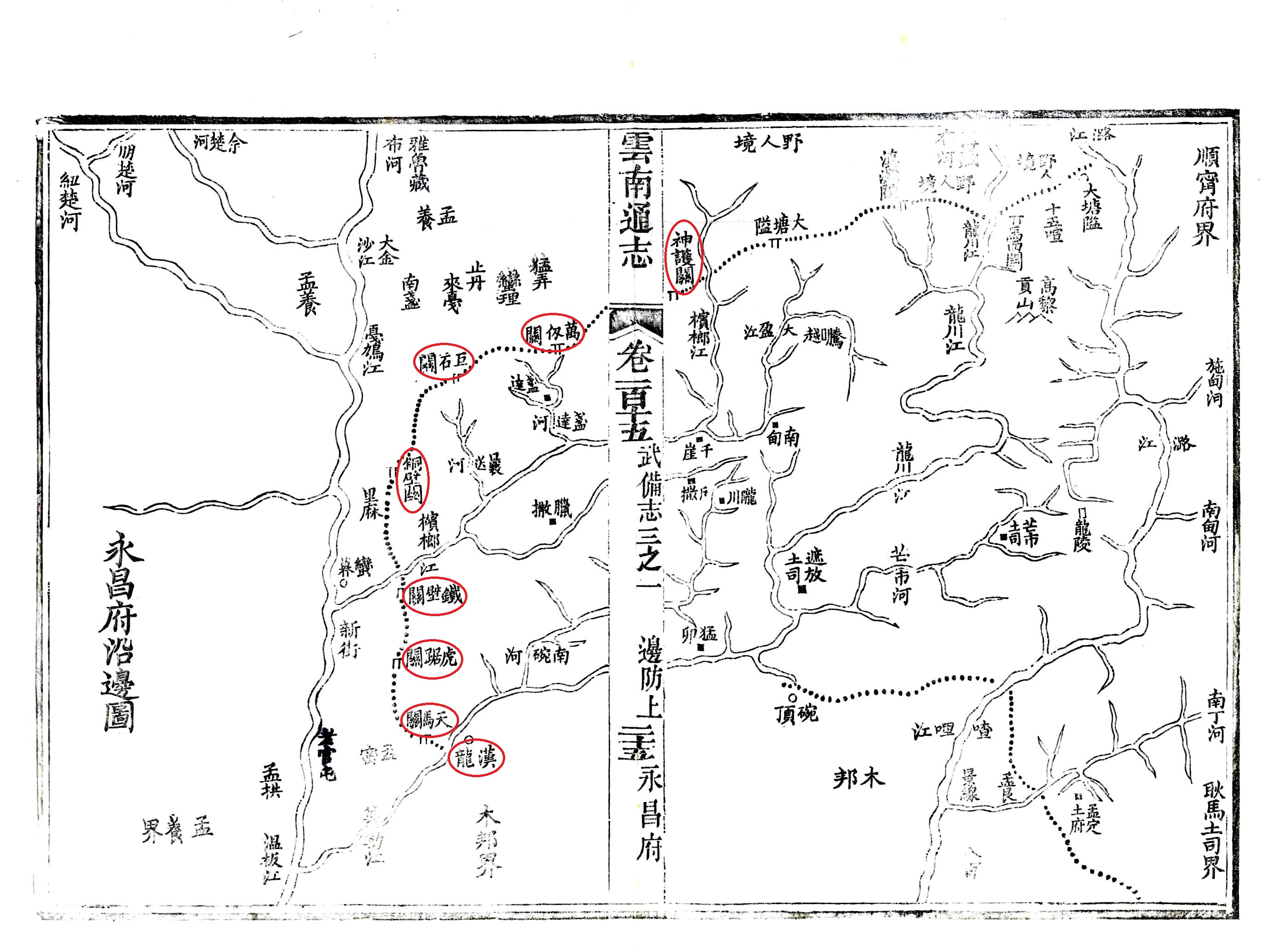
《光绪云南通志·武备志·永昌府沿边图》中的云南八关

云南八关，又称腾越八关，是明朝在云南腾越西南修建的八座关口，包括神护关、万仞关、巨石关、铜壁关、铁壁关、虎踞关、天马关、汉龙关，前四为“上四关”，后四为“下四关”。上四关位于今德宏傣族景颇族自治州盈江县境内，下四关位于今缅甸克钦邦和掸邦境内。铜壁关遗址、万仞关遗址、巨石关遗址、神护关遗址于2009年列入德宏州文物保护单位名录。
云南八关设于“三宣六慰”中的“三宣”地区（南甸、干崖、陇川），将木邦、孟密、孟养、蛮莫等地区拒之关外，预示明朝在主观上放弃了对关外诸土司的控制权，导致八关外诸土司逐渐被缅甸吞并，明朝疆域大幅萎缩。同时也影响了清朝在处理西南边疆与缅甸问题上的观念和意识，默认关外土司归缅甸统治的事实。

## 历史
明缅战争后，万历二十一年（1593年）十二月，云南巡抚陈用宾下令在腾越州西南修建云南八关，留兵戍守、防缅内侵，由抚夷官漆文昌和永腾参将吴显忠经办。上四关属蛮哈守备辖区，下四关属陇把守备辖区。万历三十七年（1609年），云南巡抚周嘉谟平定陇川叛乱，建议将被缅甸势力击败、逃至干崖的蛮莫土司衎忠安置在猛卯开屯，兵部尚书李化龙于万历三十九年（1611年）正式向朝廷报请将衎忠安插于猛卯屯田，获得批准。因戍兵屯田有较多困难，自此改为土司屯地:1238。
乾隆四十三年（1778年）后，直接驻扎于八关的清军逐步内移，将边境交由土司兵防守:296，铜壁、神户两关属南甸土司，巨石、万仞两关属盏达土司，铁壁、虎踞两关属陇川土司，天马、汉龙两关属猛卯土司:310。各关由抚夷守御，抚夷由各土司向腾越厅保举。乾隆年间，汉龙关以北至瑞丽江边原属猛卯的地区已被木邦占据:293，猛卯土司未及时上报:1243，后来清政府得知情况后仍不愿放弃汉龙关地带，《清一统志》、《道光云南通志稿》等仍将汉龙关列入，但清朝已不知汉龙关具体所在何地:297。晚清时，八关多已荒废，光绪十七年（1891年），腾越厅同知黄炳堃实地考察虎踞、铁壁、神户、铜壁、万仞、巨石六关，纪录收于《滇南界务陈牍》，其中铁壁关、虎踞关已无迹可寻。汉龙关具体地址，直至光绪二十年（1894年）中英勘界时，才由查界委员彭继志、干崖土司刀盈廷实际查明，并在旧址掘得“龙关”各半字残额两块:1240:298。

## 八关

### 神护关
神护关，在盏西邦中山，台周三十丈，高三丈，楼高五尺四丈，有公署一所，控制茶山、古勇、威缅、迤西等路。今址位于盏西镇西北12千米老关城，现存有遗址，古关门洞深七丈，宽一丈，高一丈三尺，左右墙各高九尺。

### 万仞关

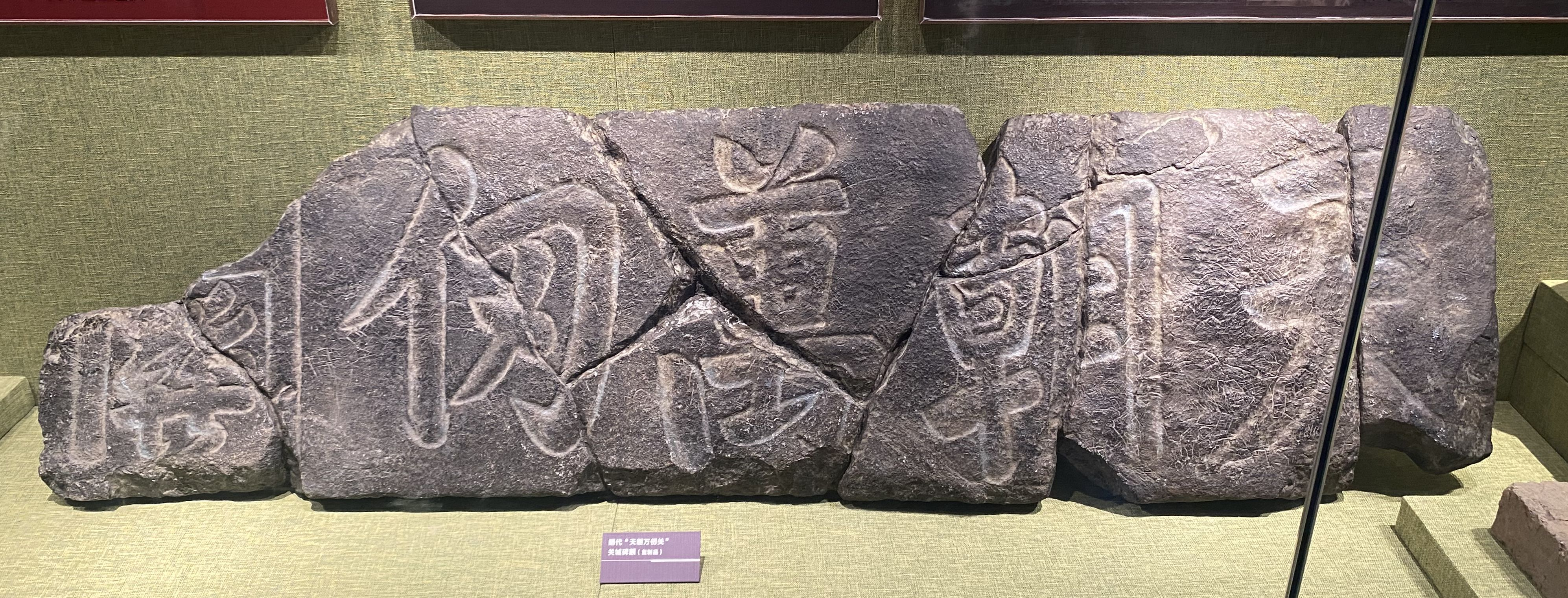
德宏州博物馆内的“天朝万仞关”匾额复制品

万仞关，在吊桥猛弄山，台周三十丈，高二丈二尺，楼高七丈三尺，控制港得、港勒、迤西要路。今址位于勐弄乡南1.5千米勐弄山顶，现存城门道遗迹、“天朝万仞关”匾额一方。

### 巨石关
巨石关，在户冈习马山顶，台周三十丈，高二丈五尺，楼高五丈八尺，有公署一所，控制户冈、迤西要路。今址位于昔马镇东南5千米，现存有遗址、“天朝巨石关”匾额一方。

### 铜壁关
铜壁关，在布岭山顶，台周三十丈，高二丈二尺，楼高五丈四尺，有公署二所，控制蛮哈、海墨、蛮莫等要路。今址位于铜壁关乡南3.25千米老官坡，现存圆柱脚石、“天朝”石碣一方。

### 铁壁关

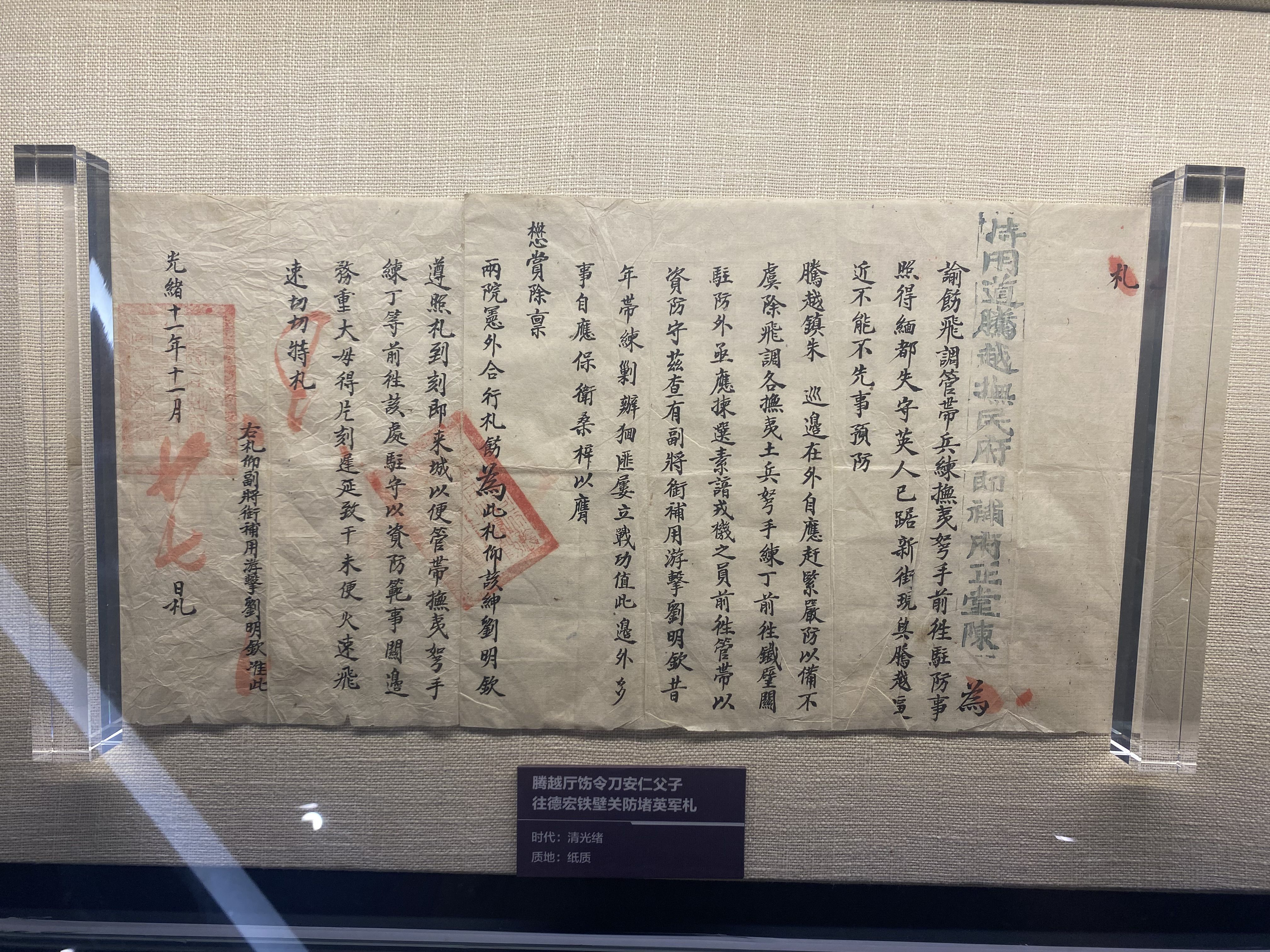
德宏州博物馆藏清末腾越厅饬令刀安仁父子往德宏铁壁关防堵英军札

铁壁关，在等练山（今址位于缅甸西帕河瓦兰岭），台周三十丈，高二丈五尺，楼高五丈七尺，控制蛮莫要路。
道光年间，铁壁关抚夷以该关离陇川过远、瘴疠太甚为由，向东退缩56千米，移驻板凳山（今陇把镇垒良村西），为掩饰过错，私自将铁壁英雄石碑另立于板凳山下，清朝察觉时已为时太晚，铁壁关故址因而被划入缅甸:307-309。

### 虎踞关
虎踞关，在邦杭山（今址位于洋人街以西“那路班”山），台周三十丈，高二丈六尺，楼高六丈二尺，有公署一所，控制蛮棍、遮鳌、光脑、猛密等路。
1769年清缅战争结束后，傅恒留1,500兵于虎踞关驻守，此时关地兵营仍完好，嘉庆后撤回驻军，关址及其控制范围逐渐不明确:303。英国占领缅甸后，利用腾越厅及陇川土司对虎踞关地段防守松弛，在中英划界时强行把虎踞关划入缅甸:303。

### 天马关
天马关，在邦欠山（今址位于猛卯三角地内），台周二十六丈，高二丈三尺，楼高四丈四尺，有公署一所，控制猛广、猛密、猛曲等路。
早在中英交涉界务前，英国在天马关内私自修建了一条公路，1897年签订中英《续议缅甸条约附款》，将天马关所在的猛卯三角地“永租”英缅，1961年签订《中华人民共和国和缅甸联邦边界条约》，猛卯三角地正式成为缅甸领土:302。

### 汉龙关
汉龙关，在龚回要害，台周二十六丈，高二丈六尺，有楼一座、公署一所，控制猛尾、猛广、猛密、猛育、垒弄、锡波要路。
因汉龙关地在清初已被木邦占据，后缅甸又将木邦吞并，清末时缅甸与猛卯土司的边界已在瑞丽江北岸，1899年中英勘界，该段边界以实际控制线划界，汉龙关划归缅甸:300。